# Buxus sclerophylla
Buxus sclerophylla är en buxbomsväxtart som beskrevs av E. Köhler. Buxus sclerophylla ingår i släktet buxbomar, och familjen buxbomsväxter. Inga underarter finns listade i Catalogue of Life.